# アリ
アリ（蟻、螘）は、ハチ目ハチ亜目有剣ハチ下目アリ上科アリ科（Formicidae）に属する昆虫の総称である。体長は1 - 30 mmほどの小型昆虫で、人家や畑の近くにも多く、身近な昆虫の一つに数えられる。原則として、産卵を行う１匹または少数の女王アリと、育児や食料の調達などを行う多数の働きアリ、餌を得るための狩りや巣の防衛を担う兵隊アリが大きな群れ（コロニー）を作って生活する社会性昆虫である。
世界で推定2万種以上、日本でおよそ280種が知られる。種類によっては食用となる。香港大学などの研究チームによる、世界各地におけるアリの生息状況に関する論文489件に基づく推計では、世界全体で合計2京匹が生息しており、そのバイオマス総量は炭素換算で1200万トンと野生の哺乳類（700万トン）や鳥類（200万トン）を上回り、土壌の撹拌や植物の種子運搬など生態系で重要な役割を担っている。

## 分布
熱帯から冷帯まで、砂漠や草原、森林など陸上や水中にも様々な地域に分布する。特定外来生物に指定されているヒアリやアルゼンチンアリのように、人為的に分布を広げている種、すなわち「外来種（alien species）」も多数ある。しかしその多くは厳密に外来種であるか判定は難しい。そのため「人間活動に付随して分布を拡大している種」を「放浪種（tramp species）」と呼ぶことも多い。

## 特徴

の働きアリの形態と各部の名称

基本的にはハチと共通の特徴を持つ。体はおおむね円筒形で細長く、頭部、胸部、腹部のそれぞれの間がくびれ、大きく動かすことができる。腹部前方の節が細くくびれて柄のようになった「腹柄節」（ふくへいせつ）は昆虫でもアリだけにある器官であり、アリの巣に掘られた狭い穴の中での生活に適応すべく役割を果たしている。体色は黒いものが多いが、黄色、褐色、赤色などの種類もいる。
頭部には大顎が発達し、餌をくわえたり、外敵に噛みついたりできる。複眼はあるが、単眼は退化するものが多く、さらに複眼まで退化する場合もある。一対の触角が発達しており、その基部の節が特に長く、「柄節」と呼ばれる。そのため触角全体としてはこの節の先で折れ曲がり、「く」の字型をなす例が多い。
胸部は体の中央にまとまっているが、これは実際には四つの節からなり、前中後3節の胸部に、腹部第1節が癒合したものである。歩脚3対はよく発達する。
腹部前端には柄のように狭まった部分があり、これを腹柄部という。腹柄部は一節ないし二節からなる。後端にはハチと同じように毒腺を持ち、針で刺すことのできる種も少なくない。
社会性昆虫であり、同種であっても、カーストによって形態が異なる。繁殖をする雌雄（雄と女王）、それに働きアリ（雌）は形態的に区別できる。働きアリの中に、さらに複数の形態差が見られる場合もある。繁殖行動を行う雄アリと雌アリには翅がある（ただし後述するグンタイアリの女王や、アシジロヒラフシアリのように例外もある）。女王は、後に翅を切り離して無翅になる。それに対して、働きアリは当初から翅を持たない。数の上では、これが圧倒的に多いので、一般的にはアリは無翅の昆虫との印象がある。

### 針と毒腺
針は、元は産卵管であり、有剣ハチ類に至って産卵管から針へと完全に機能を変化させた。従って針を持つのは雌である女王アリと働きアリである。日本で人家の周囲に見られるアリの多くは針を持たず、持っていても針が脆弱であまり刺さない種類が多い。しかし、特殊化の進んだヤマアリ亜科やカタアリ亜科のアリを除けば、系統的には針を持つものが多数派である。熱帯には、積極的に針で攻撃する種が多い。かなり高等な分類群でも、フタフシアリ亜科は針を持つ。
針を持たないか、刺すほど強靭な針を持たないアリは多くの場合、毒液を敵や獲物の体表に付着させたり飛ばしたりして相手を攻撃する。針を持つ種類はハチと同様に針を使って毒液を注入する。毒液の主成分は蟻酸とされていることが多いが、これはヤマアリ亜科に限られる。これと同様に針を持たないカタアリ亜科や、針を持つフタフシアリ亜科の中でも、刺すだけではなく噴き出した毒液を直接相手にかける使い方もする。シリアゲアリ属のアリは、別の種類の刺激性物質が主成分である。針で刺して攻撃するアリの毒は、多くのハチと同様、タンパク質やペプチドその他の生理活性物質の混合物である。
熱帯性の大型種サシハリアリやオソレハリアリの毒は、刺した時にスズメバチと同程度の激しい症状を引き起こす。日本でも、暖地にある人家周辺に多いハリアリ亜科のオオハリアリ、寒冷地では草木の上でよく活動しているフタフシアリ亜科のクシケアリ類がかなり強力な毒針を持つ。また人家内に生息するフタフシアリ亜科のイエヒメアリも、微細ながら積極的に針で人体を刺すため、ちくちくした不快感をあたえる被害がある。

## 生態

### 食性
アリの食性の基本は肉食だが、種類によって草食、菌食、雑食が分化している。生きた動物を襲う種類から自ら栽培した菌類を主食にする種類まで、多種多様な食性が知られているが、エネルギー源として植物の蜜やアブラムシの甘露、タンパク質源として肉食をする種が多い。肉食の種では、特に土壌性の小型種で、トビムシ、ムカデ、ササラダニなど、ほぼ特定の生物のみを襲って獲物にしている種が多く知られている。
巣の外で餌を見つけると、その場で摂食して素嚢に納めて巣に持ち帰る場合もあるが、丸ごと、あるいは刻んで運ぶ行動がよく知られている。中には、砂粒に蜜をまぶして持ち帰るような、道具を使うアリもいる。その際、アリ達が列をなして行き来するのが見られるが、これは同じ家族の働き蟻によって通り道に残された足跡フェロモンをたどって行くことによるもの。古くはアリは道を覚えて歩くと考えられており、ファーブルの存命時にはこれが解明されていなかった。ちなみにアリ達がなんらかの原因で円を描くように列をなすと、足跡フェロモンをたどる習性が仇となり、延々と渦を巻くように力尽きるまで回り続けることがある。

### 社会
アリは卵 - 幼虫 - 蛹 - 成虫という完全変態を行う。卵から蛹までを保護しながら家族単位で生活することがよく知られている。蛹では繭を作る種類と作らない種類がある。いわゆる社会性昆虫の代表格であり、真社会性を持つが、実際にはかなりの多様性を含んでいる。
成虫は性別やコロニー内での役割に応じて「女王アリ」「働きアリ」「兵隊アリ」「雄アリ」「新女王アリ」と分化していることが一般的によく知られている。一般的には、雄アリと女王が交尾し、その後、女王が単独で営巣、産卵する。孵化した子が成長すると働きアリとなり、その後は女王が働きアリを産み続けることで、コロニーは大きくなる。女王が複数存在する例も少なくない。しかし中にはアミメアリのように「働きアリ」だけで卵を産んで増えるものもいる。
アフリカ大陸のサブサハラに生息するマタベレアリでは、シロアリの巣を襲う兵隊アリのうち、負傷した仲間を救護する「衛生兵アリ」が確認されている（ドイツのビュルツブルグ大学などの研究）。また、ボルネオ島には、腹部を「自爆」させて毒液を外敵に浴びせて撃退する兵隊アリを擁する種がおり（オーストリアのウィーン工科大学などの研究）、コロニーとしての存続を優先する行動が見られる。
分化と複雑な役割を、個体がたがいに認識できるのは、情報化学物質が伝達を担っているという化学生態学の研究がなされている。

#### 社会寄生
他種の働きアリの労働に依存して生活するものを、社会寄生という。これを行うアリは少なくない。これにはいくつかの形がある。
サムライアリは奴隷狩りをするのでよく知られる。このアリは、クロヤマアリなど、他種のアリの巣に集団で侵入し、繭を持ち帰る。そこから生まれた成虫は、サムライアリの巣の中で、働きアリとして働く。往々にして、巣内の八割が奴隷であるという。似た方法をとるものに、アカヤマアリなどもある。
これに対して、トゲアリの場合、新女王はクロオオアリなどの巣に侵入し、女王を殺して、その後に居座る。そこで産卵をして、その巣のアリに世話をさせる。やがて自分の子が増えて、元の巣のアリが死亡してゆくことで、単独の巣になる。それ以降は他種の世話にはならない。このようなものを、一時的社会寄生という。
さらに、宿主の女王を殺すことなく共存して、自分の子供を他種に育てさせる種がいる。このようなものを完全社会寄生というが、その中でも働きアリを産む種と、働きアリを産まずメスとオスのみを産む種とがある。ウメマツアリに寄生するヤドリウメマツアリには働きアリがいない。

### 巣とコロニー
コロニーは基本的に家族単位の群れである。つまり、女王アリと、その娘である多数の働きアリや兵隊アリ、新女王アリ、それに息子の雄アリからなる。女王アリは普通1匹だが、クロナガアリなど何種類かは数匹の女王アリが協力して巣を作る(多雌性)。多くは地中に巣を作るが、枯れ木や竹等に出来る空間に巣を作るものや、決まった場所に巣を作らず卵・幼虫・蛹ともども移動しながら生活するグンタイアリのような種類もいる。アリ植物は植物体の上に巣となる空洞部を提供する。ツムギアリは生きた木の葉を幼虫の出す糸で綴り合わせて巣とする。
一つのコロニーに複数の巣を作り、構成員を分散させる例も多い(サテライト)。また巣の入り口に盛り上がった塚を作る例もある。ただし、より巨大な蟻塚を作るものはなく、いわゆる蟻塚を作るのは普通はシロアリである。典型的な「アリの巣」については該当項を参照のこと。

### 繁殖
年に一度（一定の期間）、成熟した巣から羽を持つ新女王アリと雄アリが多数飛び立ち、結婚飛行を行い、空中で交尾をする。結婚飛行の時期は種類や地域によって大きく異なり、春から秋にかけて行われる。空中で交尾した雄アリは力尽きて死ぬが、新女王アリは貯精嚢に交尾した雄アリから得た一生分の精子を貯蔵し、地上に降り立った後に自ら羽を落とし、巣穴を掘るか木の皮の隙間などに潜むなどして女王アリとしての最初の産卵行動に入る。グンタイアリ亜科など一部の種では、ミツバチのように新女王がはじめから働きアリとともに巣分かれして、新しいコロニーを作る。
アリはハチと同様に受精卵からは2倍体の雌が、未受精卵からは半数体の雄が生まれる。ただし、アミメアリのように女王アリが存在しない種類では、働き蟻が産卵する卵であっても2倍体の働きアリが生まれる。女王アリは産卵時に有精卵と無精卵を生み分けることができるといわれ、通常、初期のコロニーでは雄アリが生じることは少ない。有精卵はすべて雌性となり、与えられる餌やフェロモンなどによって働きアリになるか新女王アリになるかが左右される。働きアリは通常、女王アリからのフェロモンによって、不妊の状態に制御されているが、女王アリが欠けた場合には卵巣が発達して産卵を開始することがある。この場合、残ったアリは働くことをやめるなどして不活性化していき、やがてその家族は滅んでしまう。
働きアリは女王の世話、卵と幼虫の世話、餌の運搬などの仕事を分担する。外で餌を探しているアリは大抵老齢のアリである。多くの働きアリは巣の中にとどまり、その中に食料を蓄えるなどの役目を果たす。

## 進化史

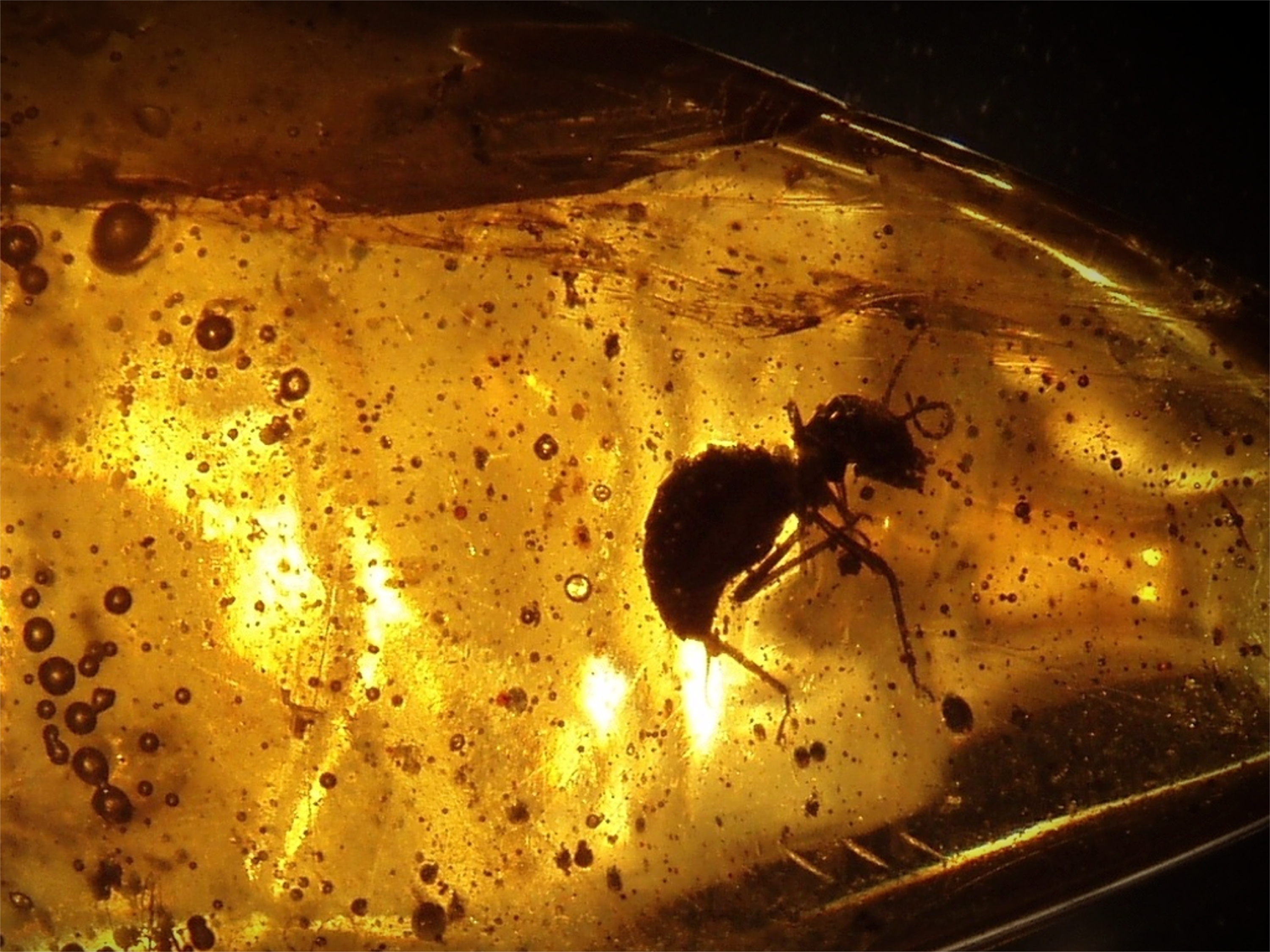
「アリ入り」琥珀

アリのような小型の昆虫は潰れやすいために化石になりにくく、もしあったとしてもその小ささから発見もしづらい。そのため進化の過程を解き明かす証拠は少なく、まだ不明な部分も多い。
だが琥珀に内包され化石化したものが存在する。これは形を維持したまま固化し、光を通すので形状の観察も容易である。白亜紀の地獄アリでは捕食時の姿が保存され、現在の両開きの顎ではなく、下あごが発達している様子が確認できる。
また、ブラジルの1億1200万年-1億年前の層からは、Cariridris bipetiolata（レイメイアリ）の化石が発見されている。この種はアケボノアリではなく、原始的なキバハリアリに似ている。9000万年前では、コハク中の化石からアケボノアリやヤマアリ亜科、ハリアリ亜科が見つかっている。この時代では、琥珀に含まれるアリは含有される昆虫中0.001-0.05%と比較的少数である。アケボノアリは腹柄や後胸腺があるが触角柄節が短く、現在のアリよりも古くに分化したアリである。
6000万年前、K-Pg境界後では、コハク中のアリの含有割合が1.2%と増加した。
4500-3800万年前のコハクでは含有割合が20-40%を占め、現存の亜科もほぼ出揃った。また4500万年前の層からメッセルオオアリが発見されている。これはアリの中では最大の種で、雌アリは羽を広げると15cmにもなる。
分子系統学により遺伝子型の比較でも現存種間の分化が調査、整理されつつある。遺伝子分析によると、ジュラ紀又は白亜紀にアナバチ（ミツバチ上科 Apoidea）との共通祖先から分化したと推定されている。

## 分類
現生アリ科は16亜科に分かれる。現生種は39族342属14195種。†は化石群。属は主要なもののみ。種数はAntWeb による。
- Martialinae - 1種
  - Martialis heureka (Rabeling & Verhaagh, 2008) - ブラジルの熱帯雨林で発見された種。現存するアリのうち最も古くに分化した。
- ムカシアリ亜科 Leptanillinae - 3属80種。オスだけで記載された属がいくつかあったがいずれもムカシアリ属に組み込まれた。地中性で主にジムカデを襲い、女王が幼虫の血リンパを摂取することが知られている。旧世界の熱帯から温帯に分布し、南北アメリカからは知られていない[19]。
  - ムカシアリ属 Leptanilla
  - ジュズフシアリ属 Protanilla
- ハリアリ類 Poneroids
  - ノコギリハリアリ亜科 Amblyoponinae - 9属145種。ハナレハリアリ亜科 Apomyrminae を含む。
    - ノコギリハリアリ属 Stigmatomma
    - ミストリウムアリ属 Mystrium

  - カギバラアリ亜科 Proceratiinae - 3属166種
    - ダルマアリ属 Discothyrea
    - ハナナガアリ属 Probolomyrmex
    - カギバラアリ属 Proceratium

  - アルマジロアリ亜科 Agroecomyrmecinae - 現生種は南米産のアルマジロアリ属 Tatuidris 2属2種のみ。化石種として、バルト海琥珀からAgroecomyrmex ・Eulithomyrmex の2属が見つかっている。
  - サシハリアリ亜科 Paraponerinae - サシハリアリ1種のみ。ナンベイオオアリともいう。体長は25-30 mmでハリアリ類中世界最大。原始的なアリで集団生活はするが、体が大きいので狩りは単独で行う。狩りをする際は口で相手を押さえつけ、尻尾の毒針を刺して殺す。この神経毒は人間を殺害する能力はないが、スズメバチ並の毒を持ち、焼けるような激痛が全身に走る。
  - ハリアリ亜科 Ponerinae - 50属1277種。
    - ヒメアギトアリ属 Anochetus
    - トゲズネハリアリ属 Cryptopone
    - トゲオオハリアリ属 Diacamma
    - オソレアリ属 Dinoponera - Dinoponera gigantea は現生種としては最大で、4 cmに達する。
    - ニセハリアリ属 Hypoponera
    - ハシリハリアリ属 Leptogenys - 世界の熱帯亜熱帯から332種及び亜種が知られる。生態は多様で、働きアリの数が数十匹程度で特定の獲物だけを狩る種から、数千匹の働きアリを持ち様々な節足動物を狩るグンタイアリのような生態を持つ種までいる。東南アジアからは真洞穴性の種も知られる。
    - アギトアリ属 Odontomachus - 日本を含むアジア、オセアニアに分布する。約180度開く巨大な顎で獲物や敵を攻撃する。
    - フトハリアリ属 Pachycondyla
    - ハリアリ属 Ponera

  - サスライアリ亜科 Dorylinae - 27属757種　以前独立した亜科とされていた、クビレムカシアリ亜科 Leptanilloidinae （3属8種。新熱帯）、クビレハリアリ亜科 Cerapachyinae （7属260種）、グンタイアリ亜科 Ecitoninae （5属150種）、ヒメサスライアリ亜科 Aenictinae （1属152種。旧熱帯）、ルイサスライアリ亜科 Aenictogitoninae （1属7種。熱帯アフリカ）はすべてサスライアリ亜科に含められた。
    - グンタイアリ属 Eciton - 中南米の熱帯雨林に分布。1匹の女王アリに約100万匹のグンタイアリがつき従っている。アリ自らが集団になって固まり移動式の巣を形成する。集団のアリ1匹1匹がしっかり組み合わさることによって即席の筏を作り、水上を移動することもできる。獲物を求めてジャングル内を放浪し、通りかかった動物・昆虫など全てを集団で襲い、文字通り食べ尽くす。人間や繋留されていた家畜にも襲いかかった例があるが、害虫を食べ尽くしてくれる益虫として、グンタイアリが生息する地域に住む人たちは重宝している。アリジゴクの巣だけは避けて通るようだ。
    - サスライアリ属 Dorylus - 60種。旧熱帯。グンタイアリと同じく放浪する種や、決まった所に巣を作る種もある。
- キバハリアリ類 Myrmeciomorphs
  - キバハリアリ亜科 Myrmeciinae - 2属。オーストラリア。
    - キバハリアリ属 Myrmecia - 約90種。世界一攻撃的なアリといわれ、ジャンプによる体当たりと毒針を武器にする。
    - マリーキバアリ属 Nothomyrmecia - アカツキアリ Nothomyrmecia macrops のみ。などかつてはアカツキアリ亜科 Nothomyrmeciinae とされた。

  - クシフタフシアリ亜科 Pseudomyrmecinae - 3属235種。
    - ミルキアアリ属 Myrcidris - ミルキアアリ Myrcidris epicharis のみ。ブラジル。
    - クシフタフシアリ属 Pseudomyrmex - 約100種。旧熱帯。
    - ナガフシアリ属 Tetraponera - 約130種。北米-新熱帯。
- カタアリ類 Dolichoderomorphs
  - ハリルリアリ亜科 Aneuretinae - 現生種はスリランカ固有のハリルリアリ Aneuretus simoni のみ。化石種は約10種。
  - カタアリ亜科 Dolichoderinae - 28属約700種。化石種は約100種。
    - カタアリ属 Dolichoderus
    - アルゼンチンアリ属 Linepithema - アルゼンチンアリは南アメリカ原産だが、日本にも侵入し分布を広げている特定外来生物。攻撃性と繁殖力が強い。広島県廿日市市などでは、人家に大量のアリが侵入し食料を荒らすなど、日常生活に支障が出る家庭も増えている。同市ウェブサイトにはアルゼンチンアリの駆逐法などが記載されている（外部リンク参照）。
    - ルリアリ属 Ochetellus
    - コヌカアリ属 Tapinoma - アワテコヌカアリ Tapinoma melanocephalum (ghost ant)
    - ヒラフシアリ属 Technomyrmex- アシジロヒラフシアリ
- Ectaheteromorphs
  - デコメハリアリ亜科 Ectatomminae - 12属305種。
- ヤマアリ亜科 Formicinae - 52属3268種。
  - ミツバアリ属 Acropyga
  - アシナガキアリ属 Anoplolepis
  - オオアリ属 Camponotus - クロオオアリ
  - ヒラズオオアリ属　ヒラズオオアリ、ジバクアリ
  - ヤマアリ属 Formica
    - フスカヤマアリ（英語版） - 初期段階の癌の検知に役だつ可能性があることが学会誌「英国王立協会紀要」にて発表されている[20]。

  - ケアリ属 Lasius
  - ゴウシュウオオアリ属 Melophorus
  - アメイロアリ属 Paratrechina
  - ヒメキアリ属 Plagiolepis
  - サムライアリ属 Polyergus - サムライアリ
  - トゲアリ属 Polyrhachis
    - クロトゲアリ - 中国で養殖され、「黒螞蟻」などの名で薬膳材料や、健康食品原料に利用されている。
    - ウミトゲアリ Polyrhachis sokolova - 1992年にオーストラリアのマングローブ林で発見され、海に巣をつくる唯一のアリである。泳ぐのが得意で、水に浮くことも可能。

  - ウワメアリ属 Prenolepis
  - コツブアリ属 Brachymyrmex
  - ミツツボアリ属 Myrmecocystus - オーストラリアに分布。名の通り花の蜜を採集し、巣の中に待機する働きアリをタンクにして蓄える。タンク役のアリは腹を大きく膨らませて巣の天井にぶらさがり、仲間のために蜜を貯め続ける。蜜を貯めたものはアボリジニの間食用にされる。
  - ツムギアリ属 Oecophylla - 東南アジアからオーストラリアに分布する。幼虫の吐く糸で木の葉をつなぎとめ、木の上にボールのような巣を作る。攻撃性の高さでも知られている。食べるとレモンのような酸っぱい味がし、タイ北部や中国雲南省などでは卵と共に食用にされる。またそれらの国では、レモンティーの材料の代用品として入れられる事もある模様。
- フタフシアリ亜科 Myrmicinae - 147属7142種。2010年代に大幅な族の再編がなされた[15]。
  - ハキリアリ族 Attini - 主に中南米の熱帯雨林に生息。
    - ハキリアリ属 Atta
    - ヒメハキリアリ属Acromyrmex  - この2属はハキリアリと呼ばれ、集団で行列を組んで木の葉を円く切り取って巣の中へ運び、その葉で菌を培養し、主食にする。培養に使った葉の残りカス等も決まった場所に投棄する。人間以外で農業を行うという珍しい蟻だが、近年では農作物を荒らす害虫として現地では駆除の対象になっている。なお女王は、体重が現生種としては世界最大である。
    - オオズアリ属 Pheidole - オオズアリなど。種類が多く、世界中の熱帯から温帯にかけて1160種124亜種が知られている。
    - ウロコアリ属 Strumigenys - アゴウロコアリ属 Pyramicaは本属に統合された。

  - クシケアリ族
    - ツヤクシケアリ属 Manica
    - クシケアリ属 Myrmica

  - ナガアリ族
    - アシナガアリ属 Aphaenogaster - アシナガアリ
    - クロナガアリ属 Messor - クロナガアリ
    - ナガアリ属 Stenamma

  - トフシアリ族
    - ヒメアリ属 Monomorium
    - トフシアリ属 Solenopsis - アカカミアリなど。アルカロイド系の毒を持っており、刺されるとアナフィラキシーを起こすこともある。近年、生息圏を拡大しつつあり、アメリカ合衆国ではアカヒアリによる2件の死亡例が報告され、社会問題となっている。

  - シリアゲアリ族
    - ハダカアリ属 Cardiocondyla
    - カレバラアリ属 Carebara - ヨコヅナアリ属 Pheidologetonは本属に統合された。
    - シリアゲアリ属 Crematogaster - ハリブトシリアゲアリ
    - タカネムネボソアリ属 Leptothorax
    - ミゾガシラアリ属 Lordomyrma
    - カドフシアリ属 Myrmecina
    - アミメアリ属 Pristomyrmex - アミメアリ
    - カクバラアリ属 Recurvidris
    - ヒゲブトアリ属 Rhopalomastix
    - イバリアリ属 Strongylognathus
    - ムネボソアリ属 Temnothorax
    - シワアリ属 Tetramorium
    - ウメマツアリ属 Vollenhovia
- †Armaniinae
- †Brownimeciinae
- †Formiciinae
  - ティタノミルマ属 Titanomyrma
- †Paleosminthurinae
- †アケボノアリ亜科 Sphecomyrminae

## 日本に分布する主な種類
日本では10亜科280種以上が知られている。寺山（2004）によれば、日本のアリ相には、1：北海道（南部を除く）、2：北海道南部から本州、四国、九州（屋久島以北）および朝鮮、3：トカラ列島以南、4：小笠原諸島の大きく4つの地域性が認められ、このうち特に日本の中心部を含む2の地域は、動物地理学でいう旧北区と東洋区の推移帯とみなすのが妥当とした。他方では日本の在来種262種のうち、固有種は133種で固有種率は約51％に及び、他の多くの分類群（両生類、爬虫類、昆虫の他の分類群など）も高い固有率を示すことを考えれば、日本を動物地理区における独自の地域と考えることもできるとしている。
- ヤマアリ亜科

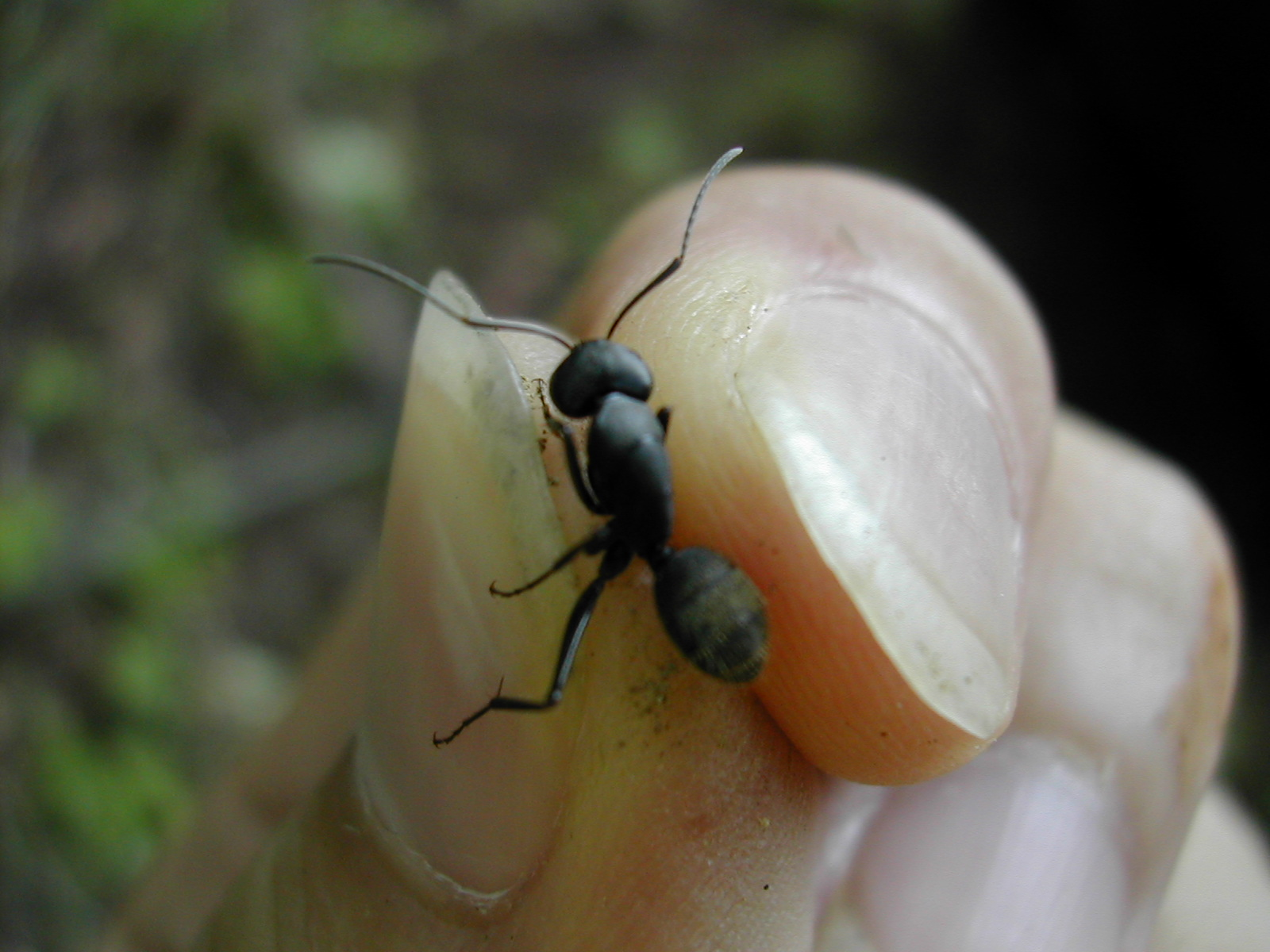
クロオオアリ

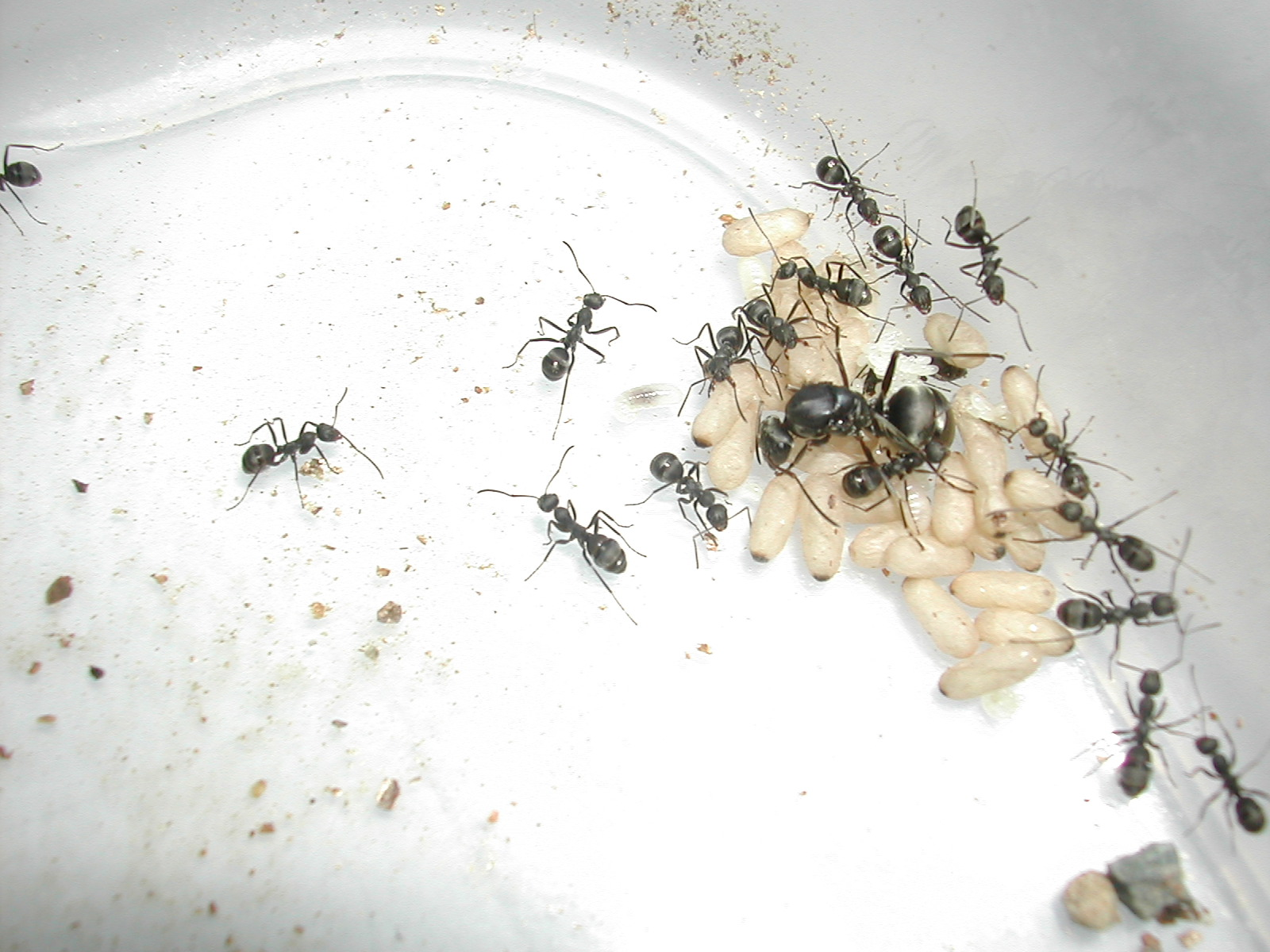
クロヤマアリ

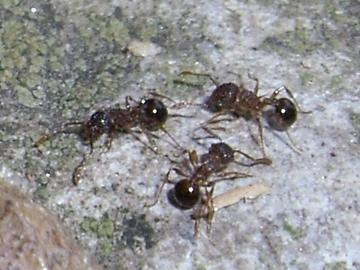
アミメアリ

  - アシナガキアリ - 太平洋やインド洋の島々に広く分布し、日本では主に南西諸島に分布。脚が長く敏捷に歩く。様々な無脊椎動物のほか、営巣中の鳥、爬虫類、小型哺乳類まで襲い、生態系に大きな被害を与えることもあり、IUCNの世界の侵略的外来種ワースト100にも選ばれている[23]。外来生物法の特定外来生物に指定することも検討されたが、ツヤオオズアリ同様の理由で指定されていない[24]。
  - クロオオアリ - 全国に生息。国産アリ最大種。大型働きアリ（メジャーワーカー）の体長は13 mmに達する。開けた場所の地中に営巣。新女王、新王は秋期に巣内で羽化して越冬、翌年の5-6月に結婚飛行を行う。

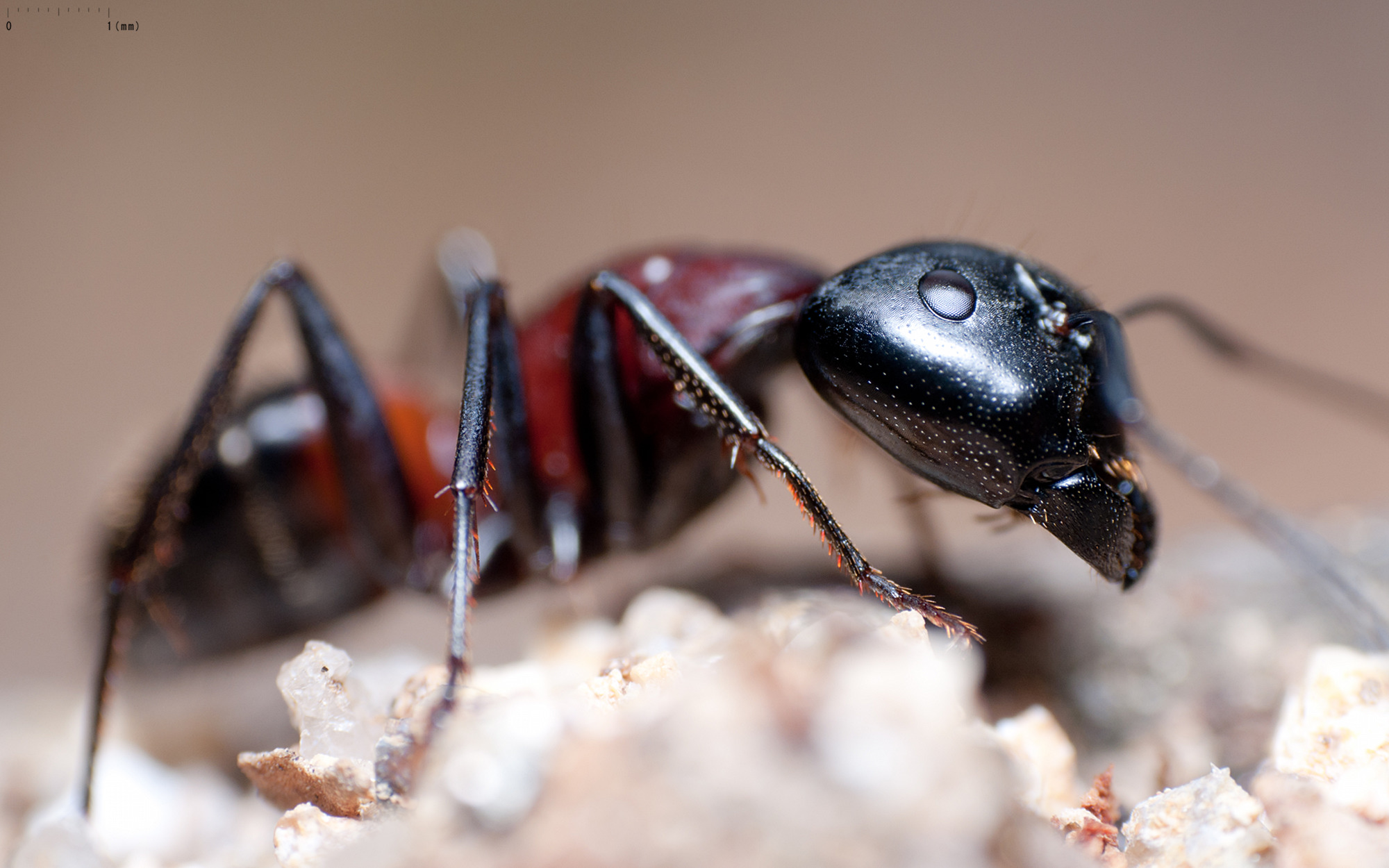
ムネアカオオアリの働きアリ

  - ムネアカオオアリの働きアリムネアカオオアリ - クロオオアリと並び国内最大種で女王の体長は20mmに達するものもいる。胸部と腹柄節にかけて赤褐色をしている。山林の朽ちた木や生きた樹木の枯死部、またはその付近の土中に営巣し、5-6月に結婚飛行を行う。
  - ミカドオオアリ - 体長8-11 mm。樹上性で全身に艶があり脚部は橙色をしている。朽ちた竹に営巣する。コロニー規模が大きくなってくると、周辺の別の枯竹にいくつものサテライトコロニーが設けられる。

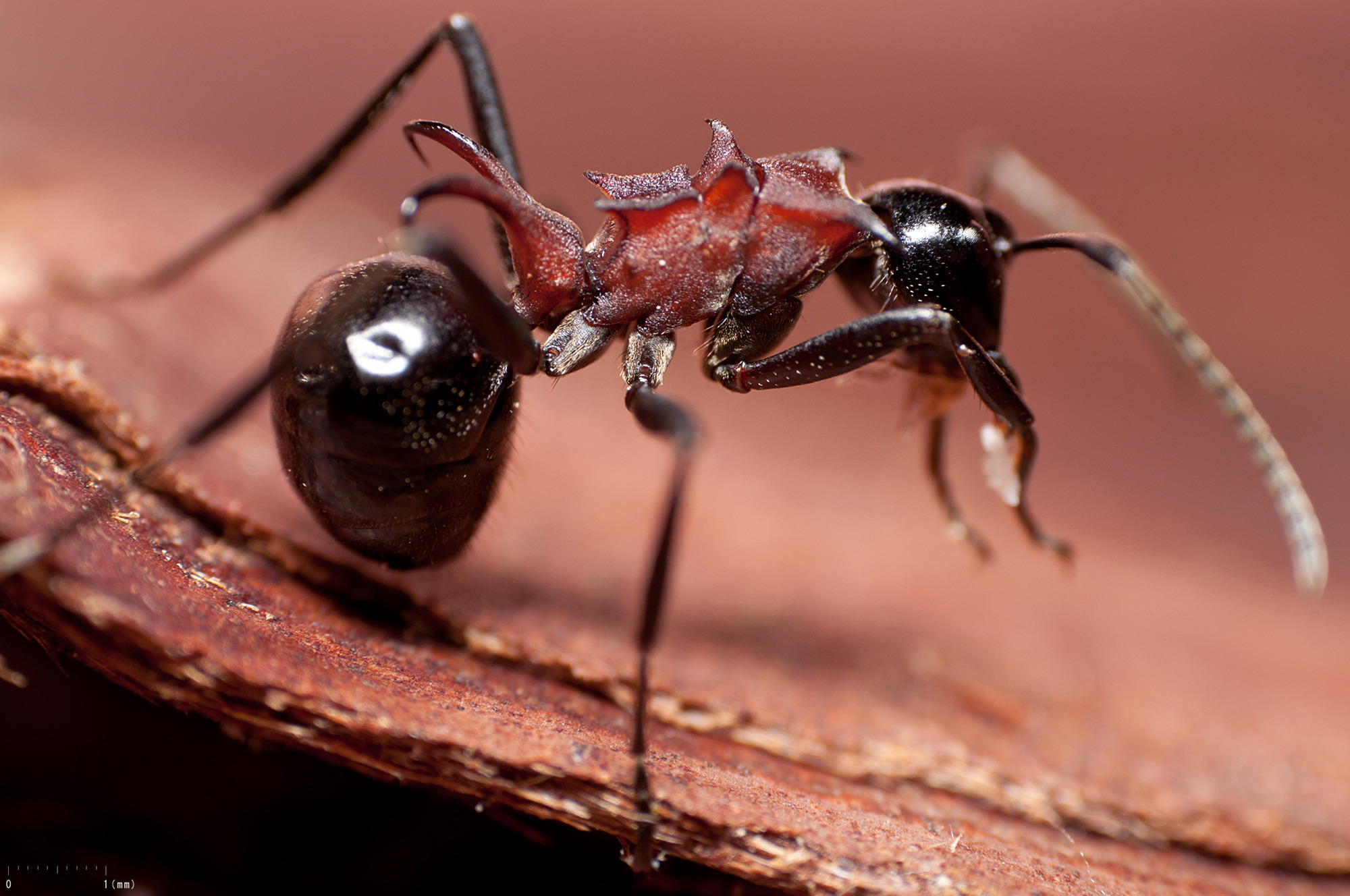
トゲアリの働きアリ

  - トゲアリの働きアリトゲアリ - 体長は8 mmほど。働きアリは胸部がよく目立つ艶消しの赤褐色で、背面に計6本の長く湾曲したトゲを持つ。女王アリも同じ数と配置の棘を持つが、それぞれの棘は短く、全身が艶のある黒色で、これはクロオオアリへの擬態だといわれている。王アリには棘がなく全身が長い毛で覆われている。営巣の第一段階ではクロオオアリ、ミカドオオアリ、ムネアカオオアリなどの大型種の巣に一次的寄生を行う。この寄生の際、トゲアリの女王は単独で相手のコロニー内に進入し、その女王を組み敷いて殺すのだが、トゲアリの女王はその時相手の体から体液を吸っていることが認められている。
  - アカヤマアリ - 体長6-8 mm。奴隷狩りという行動を取ることで知られる。クロヤマアリなどの幼虫などを攫って来て混生する。
  - エゾアカヤマアリ - 体長4.5-7 mm。頭部から腹柄節は赤褐色で腹部は黒。比較的明るい場所に営巣し出入り口に大きな塚を作る。1970年代には石狩海岸に13 kmに及ぶスーパーコロニーがあったが、消滅の危機に瀕している[25]。
  - クロヤマアリ - 草原など日当たりの良い土の露出したところに、深さ1 mほどになる巣を作る。主にアリマキの出す甘露や花の蜜、昆虫の死骸などを食べるが、花びらや土筆の穂を食べる姿も見られている。5種の隠蔽種群と認められ、一つの巣に一匹の女王が居る場合と、複数の女王が同じ巣で暮らしている場合がある。
  - サムライアリ - 体長は4〜6mm、女王は7mm。王アリは触角と脚部が白い。クロヤマアリの巣を襲って幼虫や蛹をさらい、奴隷として働かせる習性がある。これを奴隷狩りといい、 サムライアリの働きアリは奴隷狩りに特化しており、女王の世話はおろか卵や幼虫の世話、餌の回収すら行わない。また、奴隷狩りと結婚飛行以外はほとんど地上にも出ない。 新女王は脱翅後に単身でクロヤマアリの巣に侵入し、その巣の女王アリを噛み殺して巣を乗っ取る。
  - トビイロケアリ
- フタフシアリ亜科
  - クロナガアリ - 草原に生息。地下4 mにも達する細長い巣を作る。秋に地上に現れ、イネ科植物の実を採集して主食にする。
  - アシナガアリ - 全国に生息。主に東日本では平地、西日本では平地から山地までの林縁、林内の土中や石下に営巣する。腹曲げ行動を行わない。日本全国に15種類ほどが知られる。
  - イエヒメアリ - 体長2-3 mm。体色は頭部と胸部が淡黄褐色から褐色。屋内に巣を作り大量発生することがあり、防除が難しい害虫として問題になる。（実際に屋内で甘いものをこぼすとイエヒメアリが集ることもある）
  - オオズアリ - 働きアリは体長2.5 mmほどだが、一部は体長5 mmほどの兵隊アリとなる。兵隊アリは頭が大きいのでこの和名がある。日本では西日本に多く、東日本には近縁のアズマオオズアリが多い。日の当たらない場所の朽木や石の下に営巣。
  - ツヤオオズアリ - 侵略性が強くIUCNの世界の侵略的外来種ワースト100にも選ばれている。日本では奄美以南に分布するとされ、外来生物法の特定外来生物に指定することも検討されたが、海外の事例ほどの侵略性はなく、指定による弊害の方が大きいとされて、指定されていない[24]。しかし最近、鹿児島県本土に定着が確認され、鹿児島県では条例で県指定外来生物に指定して警戒している[26]。オオズアリより小型で、兵隊アリの頭部には艶があるのでこの和名がある。海岸では優占種となることがある[27]。
  - キイロシリアゲアリ - 腹部が上向きに吊り上るのでこの和名がある。小型で琥珀色をしている。羽アリは秋に結婚飛行をおこない、脱翅した多数の新女王たちが灯火付近の物陰に集まり団子状になっている様子が観察される。
  - ハリブトシリアゲアリ - 獲物や外敵を攻撃する際に腹部を頭上までそりかえらせて毒針の先端から刺激臭のある毒液（蟻酸ではない）を出す。テラニシシリアゲアリに対して褐色がかっていて、一回り大きい。後胸部の前伸腹節刺が太く短い。
  - テラニシシリアゲアリ - 獲物や外敵を攻撃する際に腹部を頭上までそりかえらせて毒針の先端から刺激臭のある毒液（蟻酸ではない）を出す。黒く、ハリブトシリアゲアリよりも一回り小さい。後胸部の前伸腹節刺が細く鋭い。
  - クシケアリ
  - アミメアリ - 体長2.5 mm。頭部、胸部に網目状の模様がある。雌アリを持たず、働きアリが産卵してコロニーを維持する。雄アリは稀。巣穴は作らず、石の隙間や倒木に集団を形成し、頻繁に移住する。大きなコロニーでは数十万匹にも達する。殺虫剤に抵抗性を持つコロニーがある。
  - ムネボソアリ
  - トビイロシワアリ - 体長2.5 mm。頭部、胸部に縦にしわ状の模様がある。平地の石下などに営巣する。ほぼ日本全国に分布する。西日本で最も普通に見られるアリ。
  - アメイロアリ - 腹部が水飴のような透明な褐色をしている。蟻の中では小型。
  - コツノアリ
- カタアリ亜科- 腹柄部はごく小さく目立たない。
  - ルリアリ
  - アシジロヒラフシアリ - 東南アジアから南西諸島に分布する放浪種で、近年は九州本土や東京都八丈島以南の島嶼に分布を広げつつある[28][29]。コロニーには女王のほかに、働きアリと同じく娘であるのに受精卵を産む多数の雌アリがいて、中間カストと呼ばれる。中間カストと交尾するのは、同じ女王の息子であるオスで、このオスも中間カストも生まれつき翅を持たない。中間カストの産む子供の数はやがて女王の産む娘の数を上回り、コロニーには親子だけでなく孫も含むようになる。何らかの原因でコロニーが分裂して女王がいなくなってしまったとしても、中間カストがいれば新たなコロニーとして存続できる[30]。また、コロニー内の個体間の栄養分配は口移しでなく、栄養卵（働きアリや中間カストが産む）によるという習性がある[30]。そのため従来の市販のベイト式アリ駆除剤が効きにくい[29]。
- ハリアリ亜科
  - アギトアリ- 本邦ハリアリ亜科最大種。女王と働きアリはほぼ同寸で、約180度開くクワガタムシのような巨大な大顎と鋭敏な感覚毛で獲物を捕獲する。日当たりの良くない石と土の境目、樹木の根元等で営巣。国内では本来九州特産で、他は近縁種オキナワアギトアリが沖縄に産するのみであったが、人為的に分布が拡散し、関西、関東でも局所的に定着している。
  - オオハリアリ - 湿気のある場所に多く、とりわけ倒木の樹皮下で主な捕食対象であるシロアリと同居している場合が多い。1つのコロニーに複数の女王が見られ、また何らかの理由で女王が喪失すると、働きアリの高順位個体が女王に昇格する。最も普通に見られるハリアリであって、腹部先端に発達した毒針を持ち、刺される事故がよく発生する。
  - トゲズネハリアリ
  - ニセハリアリ- 同性同士の闘争に適応した大型の無翅オス、歩行での巣分かれに特化した無翅メスを有することで知られる。

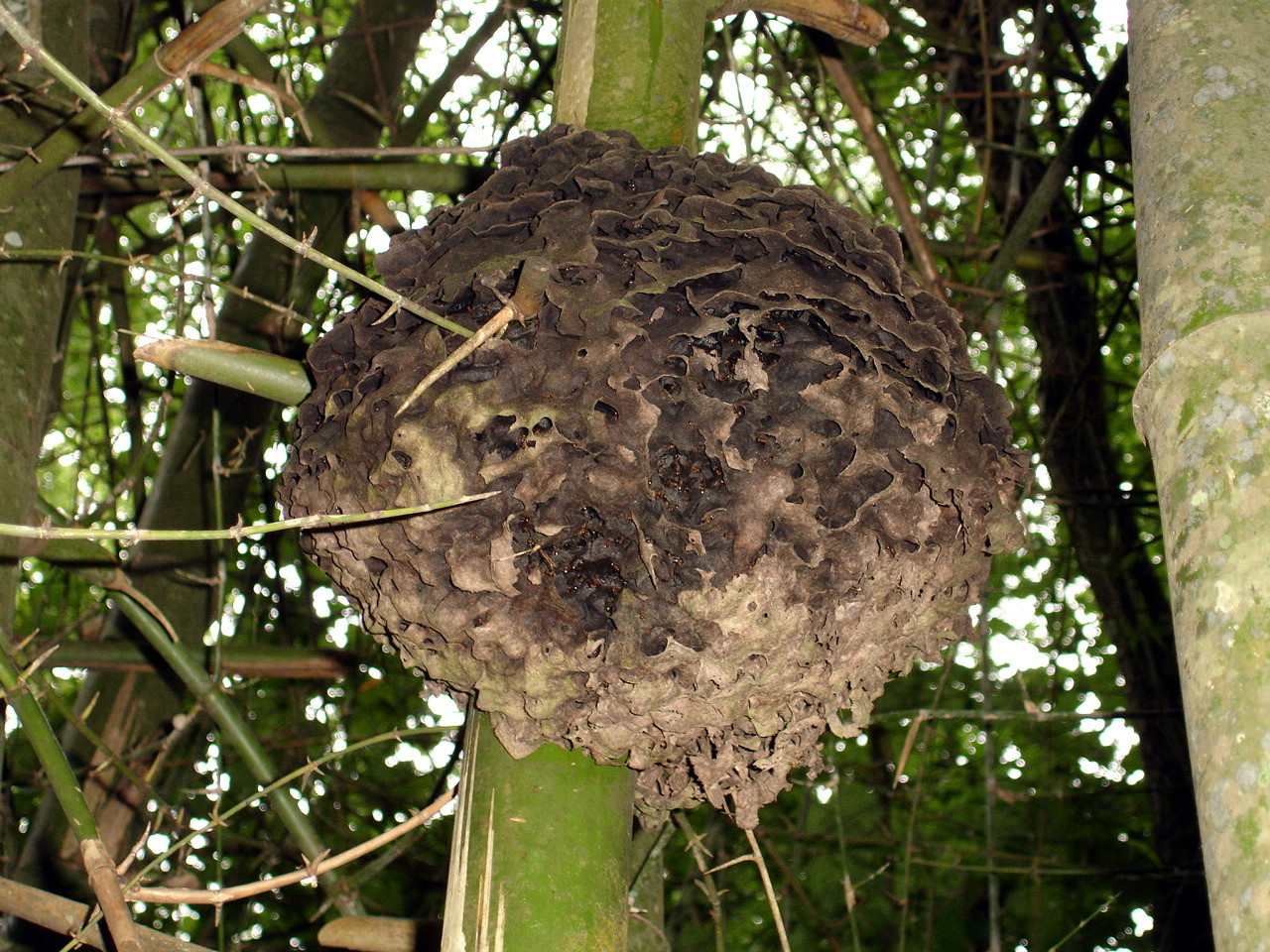
竹林の空中に作られたアリの巣

## ハチとの関係
日常的にはハチとアリは別種の昆虫として扱われる。これは日本のアリの多くが毒針を持たないこと、生殖目的以外では翅を持たずに地面で生活するためである。しかし、生物学的にはアリはハチの1グループであり、スズメバチよりアリ類の方がミツバチに近縁である。
また、シロアリは大きさや集団生活をすることなどがアリに似ているが、アリ・ハチ類とは全く異なるゴキブリ類の昆虫である。

## 他の生物との関係
アリは人間になじみのある昆虫の中では小さいことから、人間から見れば弱い存在と思われがちだが、肉食のものが多く活発で攻撃力があって集団をなすことから、他の昆虫にとっては恐ろしい存在である。様々な生態系でアリは最も重要な小動物の捕食者である。熱帯雨林においては、植食性動物ではシロアリ、肉食性動物ではアリが人間のバイオマスに匹敵するほどの大きなバイオマスを誇っているほどである。

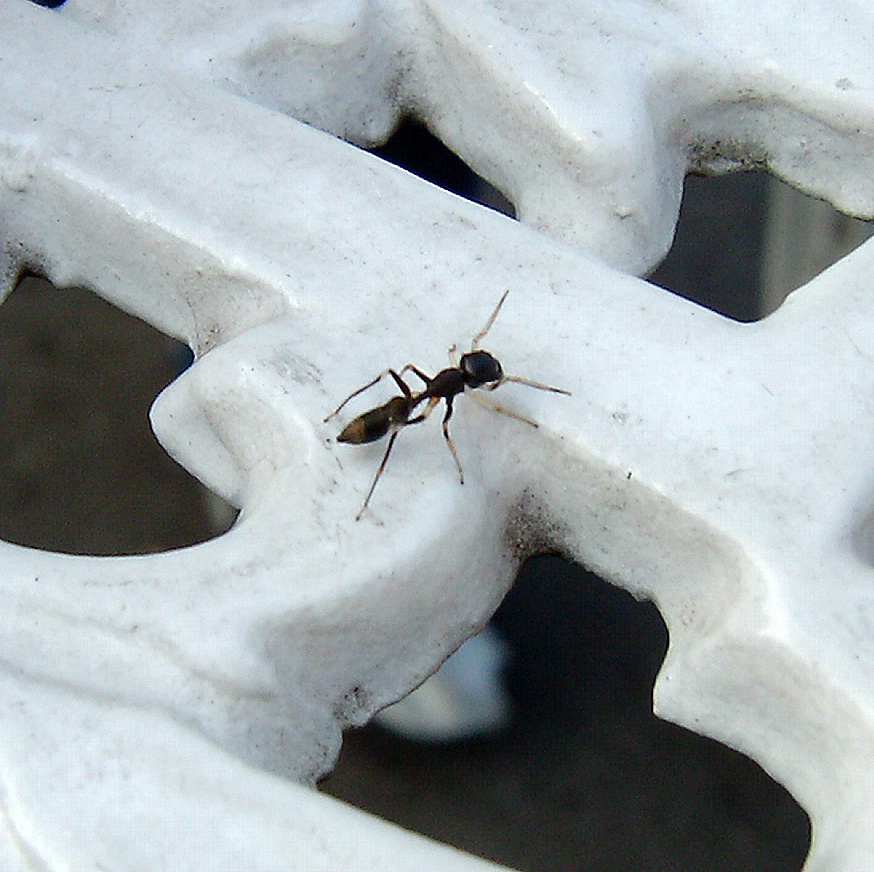
蟻に擬態したアリグモ

またアリグモという、アリに擬態しているクモがおり、かつては仲間と思って近づいてくるアリを襲うと信じられていたが、現在ではむしろアリによく似た姿をしていることで他の動物からの攻撃を避けているとされる。他にもアリそっくりの姿をしたハエ（ピーコックフライ）、カマキリ、ツノゼミなどが世界各地で報告されており、アリ擬態と呼ばれる。
様々な植物で、葉や茎のような花以外の部位に蜜腺（花外蜜腺という）を持つ形質が進化しているが、これは蜜でアリを誘引し、その付近にアリを常駐させ、彼らに植食性の昆虫を襲わせることで体を守る適応的意義があるとされている。アブラムシやカイガラムシの一部が蜜を出すのも同様な理由と考えられる。また植物の中には、アリに住まいを提供することによって害虫の影響を排除しているアリ植物も知られている。ほかに、アリに種子を運ばせるように適応したと思われる植物が多数ある。それらは種子にエライオソームと呼ばれる柔らかな付属物を持ち、これがアリの餌となるとされる。しかし、これはアリの卵に擬態しているのではないかとの説もある。
他方で、その量が多いことから、これを専食する動物も知られる。ツノトカゲ属、モロクトカゲが有名で、この両者は形態や行動にも似たところが多く、収斂進化の良い例である。日本ではアリスイ、アオオビハエトリやハリサシガメがある。名前の上ではオオアリクイというのがあるが、これはむしろシロアリ食である。
その他、アリの巣には特有の昆虫などが同居していることが知られている（住み込み共生生物、巣内共生者）。それらの多くはアリの巣のみから発見されるが、アリとの関係は様々である。たとえばクロシジミは若齢幼虫がアリによって巣内に運び込まれ、アリに餌を与えられて育つ。その他にアリスアブやアリヅカコオロギ、アリシミなどが有名で、それらをまとめて好蟻性動物あるいは大抵は昆虫なので好蟻性昆虫と呼ぶ。
また、カラスやカケスなどの鳥類の中には体にアリをたからせるものがおり、蟻浴（ぎよく）と呼ばれる。これには、蟻酸により寄生虫を退治する効果があるといわれているが、詳しいことは分かっていない。籠で飼われているメジロやソウシチョウなどの鳥でも、籠の中に生きたアリを入れてやると、素早く捕獲してくちばしに挟んだまま全身に擦りつける動作が観察できることがある。

## 人間との関係
アリと人間の関係は多彩である。直接的な利害関係の上でも入り組んでいる。

### 利用
アリが利益を与える例として、小昆虫を獲物とするものが多いことから、様々な害虫の天敵として働いていることがあげられる。直接の利用としては、食用とされる例がある。タイのイーサーン料理では「カイモッデーン」と呼ばれる「赤アリの卵」は食材の一つである。アリ入りのチョコレートがはやった時代があり、日本からもアカヤマアリを1箱に20匹ほど入れたチョコレート（商品名・チョコアンリ）が1950年代にアメリカ向けへ多量に輸出されていた事がある。また、特殊な例としては、蜜をため込むミツアリの例もある。
アジア、アフリカ、南米の一部地域では傷口の治療にアリが使用されていた。まず傷口を押さえておき、アリの胴を捕まえて傷に近づけ、かみつかせると同時に指先で頭と胴を切り離す。アリは一度かみつくと離さない習性があるため、アリの身体をねじり取ってしまえば傷口は縫い合わされる。生物学者のダニエル・クロナウアーによると、西アフリカの部族はサスライアリ属、南米の原住民もグンタイアリ属の兵隊アリを傷の縫合に使っていたという話が伝わる。また、紀元前1000年頃のヒンドゥー教の文献にもこの治療法が掲載されており、小アジアやヨーロッパにも広がっていた治療法であることが分かる。小アジアに位置するスミルナの1896年の記述には、1インチの傷に対して生きたアリ10匹をあてがい、いったんアリが傷にしっかりと噛みついたら、ハサミでアリの身体を切り取り、傷がふさがってきた3日後に残った下顎を取り除くとある。 現代では2006年のアメリカ映画『アポカリプト』にこの方法で傷口を治療するシーンがある。
2019年にケアリ属のアリの出す分泌物に蚊（ヒトスジシマカ）への致死効果があることが確認され、同じ空間にいるだけで効果があることから忌避剤の開発や生物的防除への応用が期待される。

### 害虫
害を被る例としては、まず、噛みついたり刺したりすることが挙げられる。各個体は小さいが、集団で活動するため、攻撃を受けると大変にうるさい。単にそれだけでなく、特定外来生物に指定されているヒアリのような特に強い毒を持つ種や攻撃性の強い種もあり、危険でさえある。
また、人間の生活環境に住み込むイエヒメアリや、特定外来生物のアルゼンチンアリは、人間の食物やその他を食うこともしばしばある。八丈島（東京都八丈町）では、東南アジア原産のアシジロヒラフアリが定着して人家に入り込み電気系統を故障させるなど被害を与えているため、東京都立大学の研究者と協力して駆除剤を開発し、数を減らそうとしている。
農業面では、アブラムシを保護する習性をもつものは間接的に農業害虫である。南アメリカでは、ハキリアリの被害が大きい。

### 文化
アリは身近な昆虫であり、集団活動したりと目を引くことから、取り上げられる場合が多い。印象としては、ごく小さい虫、たくさん集まる虫、よく働く虫、といったところである。俳句では夏の季語。
アリの役割分担に対する観察結果が、人間社会における組織論などに援用されることもある（「働きアリの法則」参照）。
小さい、という印象では「アリの這い出る隙もない」「アリの一穴」などがある。アリドオシの棘はアリを突き通すほど鋭いという。
「アリの熊野詣で」は行列を作る様からの比喩表現である。

### アリを主役にした物語
- 『アリとキリギリス』（イソップ寓話）
- 『バグズ・ライフ』（ディズニーとピクサーのアニメ映画、アメリカ）
- 『アンツ』（『バグズライフ』よりは少し大人向け傾向のアニメ映画、アメリカ）
- 『蟻』『蟻の時代』『蟻の革命』ベルナール・ウェルベル
- 『怪力アント（鉄腕アント、Atom Ant）』
- 『チョンドリーノくんの不思議な冒険（イタリア語版）』ヴァンバ（Vamba） / ルイジ・ヴェルテッリ（Luigi Bertelli）著、別邦題として『チョンドリーノ』もある[40]。
- 『アリ王国の愉快な冒険』角川春樹事務所・発行、エリック・ホイト（英語版）原著、鈴木主税訳
- 『くろちょろのぼうけん』手塚治虫[41]

### アリを主題とした作品
- 『アリの行進（The Ants Go Marching）』（『ジョニーが凱旋するとき』を原曲とする童謡[42]）
- 『アントマン』（アリと同寸に体を縮小し、アリを使役して悪と戦うヒーローを描く漫画。）
- 『おつかいありさん』（日本の童謡。アリの活動の様子を買い物に例えて描いている[43]。1950年）
- 『黒い絨毯』（蟻と人間の戦いを描くSFパニック映画。バイロン・ハスキン監督。1954年）
- 『放射能X』（核実験の影響で巨大化した蟻が登場する怪獣映画。1954年）
- 『アリ人間』（小畑しゅんじ作[44]。体が縮小した少年が擬人化されたアリと共に、同じく擬人化されたアリジゴクに立ち向かう漫画。1968年）
- 『ミクロイドS』（知能を持ったアリと、アリに改造された人間たちの戦いを描くテレビアニメ。1973年）
- 『フェイズIV 戦慄!昆虫パニック 』（人間並みの知能を得たアリが人間に挑戦する昆虫パニック映画。1974年）
- 『巨大蟻の帝国』（放射能で巨大化し、人を操る能力も身につけたアリたちと人類の戦いを描く映画。1977年）
- 『シムアント』（アリの生態をシミュレートするゲーム。1991年）
- 『アントブリー』（少年が薬でアリサイズに縮小されてアリの世界で生きる3Dアニメーション映画。同名の児童文学作品を元にしている。2006年）
- 『キラー・アンツ 巨大殺人蟻の襲撃』（2005年）
- 『アントマン Ant-Man』（上掲コミックの映画化作品。2015年）